# Liste der Premierminister Eswatinis

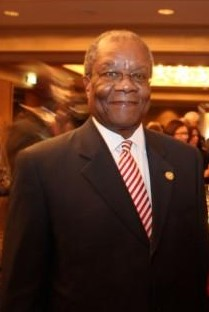
Barnabas Sibusiso Dlamini, der bis 2018 Premierminister war

Die Liste der Premierminister Eswatinis umfasst die Premierminister von Eswatini (ehemals Swasiland) seit der Autonomie am 25. April 1967. Der König ernennt den Premierminister und so sind die Premierminister zumeist Angehörige des Hauses Dlamini.

## Premierminister
| Beginn der Amtszeit | Ende der Amtszeit  | Amtsinhaber                                   | Lebensdaten |
| ------------------- | ------------------ | --------------------------------------------- | ----------- |
| 16. Mai 1967        | 31. März 1976      | Prinz Makhosini Jaheso Dlamini                | 1914–1978   |
| 31. März 1976       | 25. Oktober 1979   | Maphevu Harry Dlamini                         | 1922–1979   |
| 25. Oktober 1979    | 23. November 1979  | Benjamin Mshamndane Nsibandze (kommissarisch) | 1931–2021   |
| 23. November 1979   | 25. März 1983      | Prinz Mabandla N. F. Dlamini                  | 1930–2025   |
| 25. März 1983       | 6. Oktober 1986    | Prinz Bhekimpi Alpheus Dlamini                | 1924–1999   |
| 6. Oktober 1986     | 12. Juli 1989      | Sotsha Ernest Dlamini                         | 1940–2017   |
| 12. Juli 1989       | 25. Oktober 1993   | Obed Mfanyana Dlamini                         | 1937–2017   |
| 25. Oktober 1993    | 4. November 1993   | Andreas Fakudze (kommissarisch)               |             |
| 4. November 1993    | 8. Mai 1996        | Prinz Jameson Mbilini Dlamini                 | 1932–2008   |
| 8. Mai 1996         | 26. Juli 1996      | Sishayi Nxumalo (kommissarisch)               | 1936–2000   |
| 26. Juli 1996       | 29. September 2003 | Barnabas Sibusiso Dlamini (1. Mal)            | 1942–2018   |
| 29. September 2003  | 26. Nov 2003       | Paul Shabangu (kommissarisch)                 | * 1943      |
| 26. November 2003   | 18. September 2008 | Absalom Themba Dlamini                        | * 1950      |
| 18. September 2008  | 23. Oktober 2008   | Bheki Dlamini (kommissarisch)                 | * 1952      |
| 23. Oktober 2008    | 4. September 2018  | Barnabas Sibusiso Dlamini (2. Mal)            | 1942–2018   |
| 7. September 2018   | 27. Oktober 2018   | Vincent Mhlanga (kommissarisch)               |             |
| 27. Oktober 2018    | 13. Dezember 2020  | Ambrose Mandvulo Dlamini                      | 1968–2020   |
| 13. Dezember 2020   | 16. Juli 2021      | Themba Nhlanganiso Masuku (kommissarisch)     | * 1950      |
| 16. Juli 2021       | 28. September 2023 | Cleopas Sipho Dlamini                         | * 1952      |
| 28. September 2023  | 3. November 2023   | Mgwagwa Gamedze (kommissarisch)               |             |
| 3. November 2023    |                    | Russell Mmemo Dlamini                         | * 1973      |